# Monasterio de Santa María de Valdediós
Santa María de Valdediós es un monasterio situado en la parroquia de Puelles, concejo de Villaviciosa, Principado de Asturias (España), a 8 km de la capital del municipio. Los primeros monjes que habitaron este frondoso y verde valle asturiano lo bautizaron con el nombre de Valdediós, «Valle de Dios».

## Historia
Fue fundado el 27 de noviembre de 1200 por los reyes Alfonso IX de León y Berenguela de Castilla mediante donación del valle de Boiges (actual Puelles) a la Orden del Císter para que se construyera un monasterio, que sería filial del Monasterio de Santa María de Sobrado (La Coruña). En ese valle ya existía una pequeña iglesia conocida con el nombre de San Salvador, que fue construida por Alfonso III el Magno (rey de Asturias) a fines del siglo IX. En la actualidad esta pequeña iglesia aledaña al monasterio se encuentra perfectamente conservada y es considerada una joya del arte prerrománico asturiano.
Una vez que se desechó trasladar el cenobio a Boñar (provincia de León), dio comienzo la construcción del templo en 1218 a cargo del maestro Gualterius, posiblemente de origen franco, y se terminó hacia 1225. El cenobio contó con el favor de Fernando III de Castilla después de heredar los reinos de Galicia y León, y se convirtió en una importante abadía muy bien dotada. El monasterio también recibió donaciones de la nobleza local, especialmente de Pedro Peláez Quexal quien en esas fechas era tenente de Maliayo, antiguo nombre del territorio de Villaviciosa.
Tras la muerte de San Fernando fue perdiendo importancia. La decadencia de los siglos XIV y XV terminó cuando el monasterio es reformado (14 de abril de 1515) por la Congregación Cisterciense de la Regular Observancia o de San Bernardo de Castilla. En 1522 sufrió una gran inundación por desbordamiento del río Valdediós que acabó con su claustro y con las dependencias circundantes, salvándose de la destrucción la iglesia. Se procedió a la reconstrucción del conjunto ya mediada la centuria.

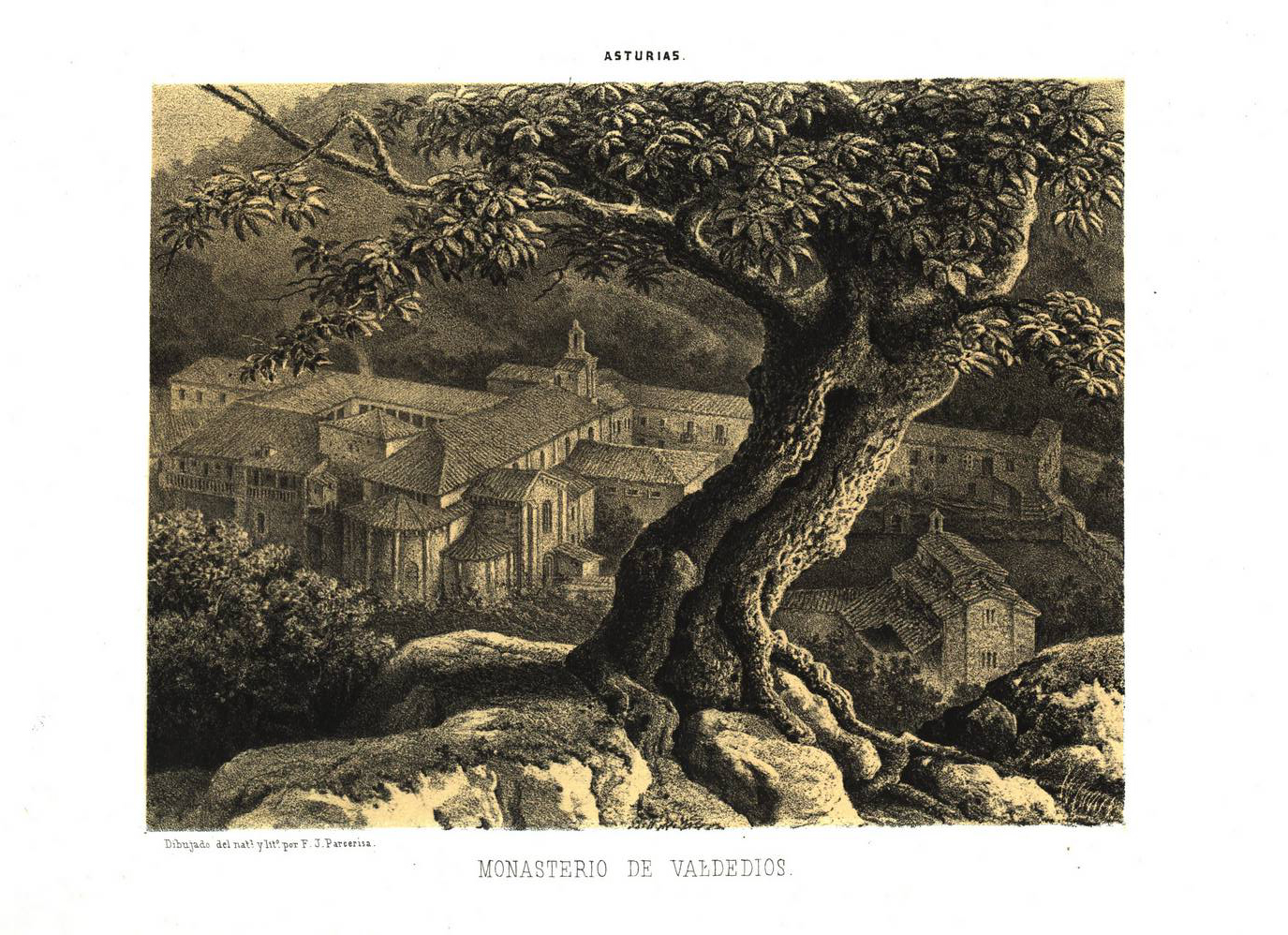
Monasterio de Valdediós en Recuerdos y bellezas de España (1855)

La invasión francesa, la Guerra de la Independencia Española y finalmente las desamortizaciones de la primera mitad del siglo XIX acabaron con la vida monástica en Valdediós. El monasterio se suprimió el 11 de octubre de 1835, resultado de la desamortización decretada por el ministro liberal Juan Alvárez Méndez, "Mendizabal", si bien tres de los monjes se quedaron hasta la muerte del último en 1862.

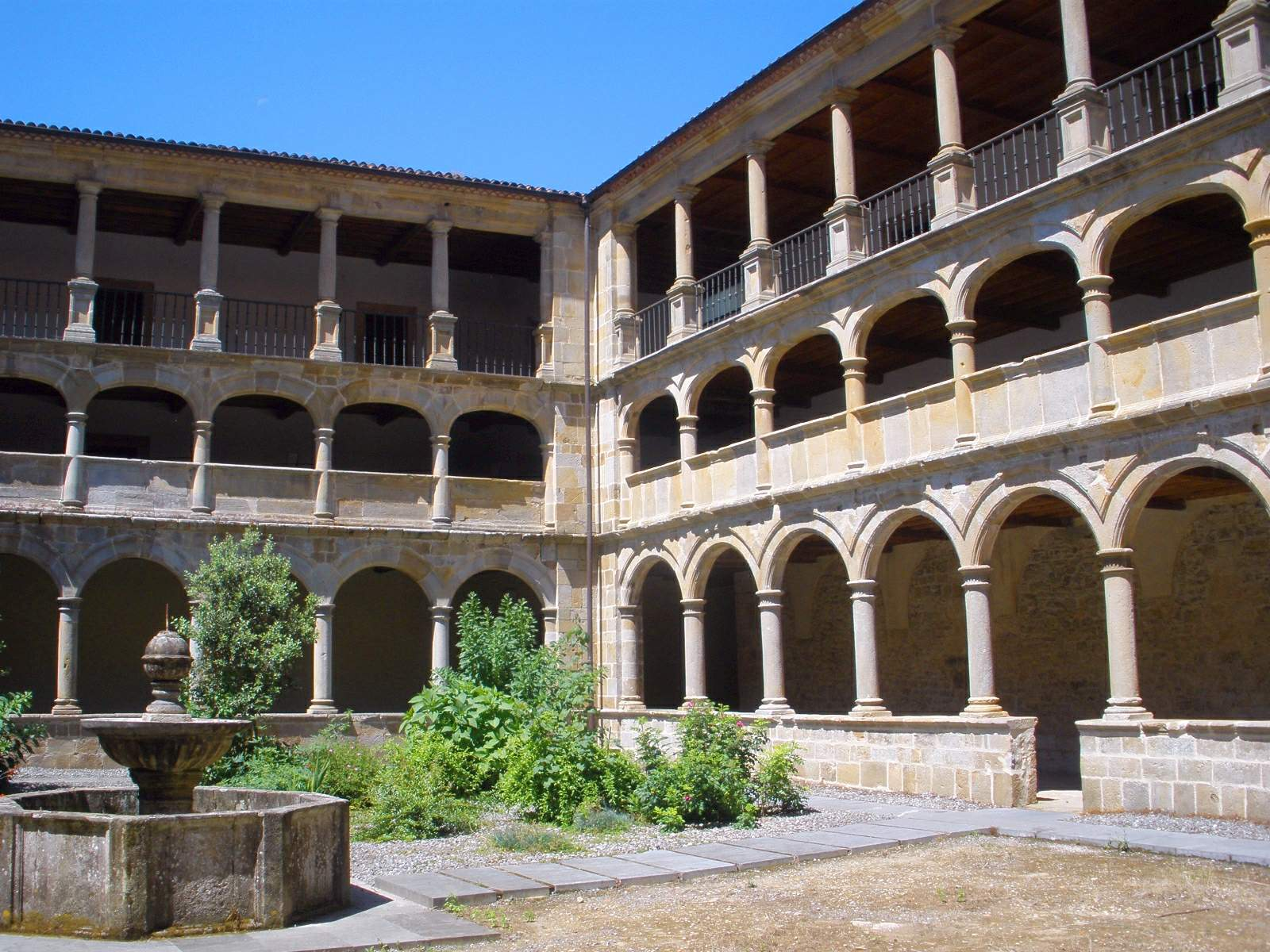
El claustro renacentista del monasterio

Adquirido por la archidiócesis de Oviedo, se instaló ese mismo año un Seminario menor, reglamentado más tarde como Colegio de Segunda Enseñanza. De 1923 a 1951 pasó a ser Seminario Diocesano salvo un corto tiempo entre julio de 1936 y octubre de 1937, cuando los clérigos y seminaristas huyen por temor a la persecución religiosa desatada en la zona republicana durante la guerra civil española. En esos 15 meses funcionó como hospital psiquiátrico. El 26 de octubre de 1937, durante la Guerra Civil, tuvieron lugar en él crímenes de guerra, los llamados sucesos de Valdediós, llevados a cabo por el Batallón de Montaña Arapiles N.º 7 del ejército sublevado, en el hospital psiquiátrico de La Cadellada que se hallaba instalado en el Monasterio. En 1951 se cierra el seminario menor y el monasterio queda de nuevo abandonado.

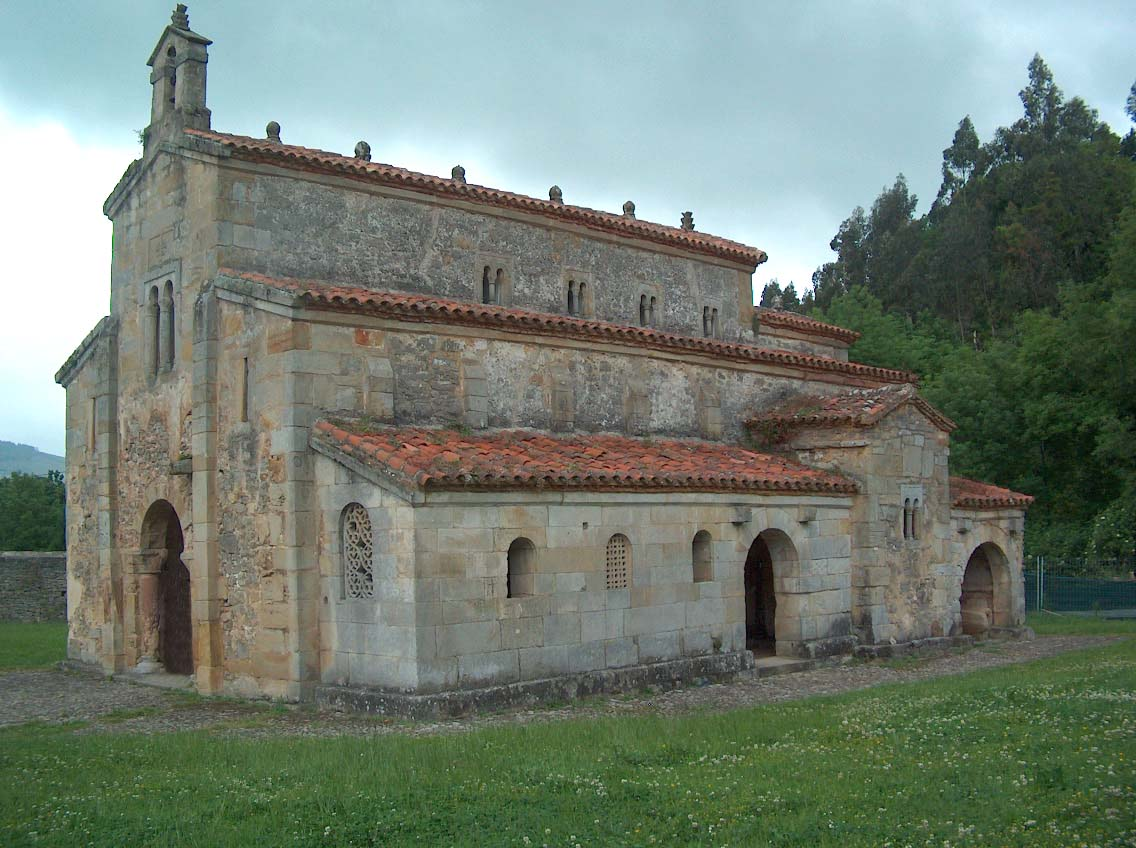
La iglesia de San Salvador de Valdediós («El Conventín») se encuentra al lado del monasterio

En 1986, por acuerdo del Gobierno del Principado de Asturias con la archidiócesis de Oviedo, se inició un proceso de restauración que hizo posible que la Santa Sede, el 29 de julio de 1992, por medio de su prefecto de la Congregación para los Institutos de Vida Consagrada y las Sociedades de Vida Apostólica, Eduardo Martínez Somalo, aprobase su conversión en priorato conventual cisterciense (Prioratus conventualis B.M.V. Vallis Dei), para que un pequeño grupo de monjes cistercienses volviesen a habitar de nuevo este viejo cenobio, con miras a la revitalización de la vieja Congregación de San Bernardo de Castilla. Esta revitalización no se produjo y en 2008 se suspendió el priorato. El prefecto de la Congregación para los Institutos de Vida Consagrada y las Sociedades de Vida Apostólica, Franc Rodé, apoyó la decisión del generalato de Valdediós (el arzobispo Carlos Osoro Sierra) para que la Comunidad San Juan se estableciese en Valdediós.
En febrero de 2009, los tres monjes cistercienses que lo habitaban, Jorge Gibert Tarruell, Lawrence Curran y Massimo Marianella se incorporaron a sus nuevos destinos en la abadía de Santa María de Viaceli, el monasterio de Santa María de Sobrado y la abadía de Casamari respectivamente, para dar paso a la incorporación de los frailes de San Juan.
El 30 de junio de 2012 los frailes grises también dejaron el monasterio al no poder asumir el mantenimiento de las amplias instalaciones con sus escasos recursos, quedando el monasterio de nuevo a cargo del Obispado de Oviedo.
En junio de 2016 el arzobispo de Oviedo, Jesús Sanz Montes, anunció que las Hermanas Carmelitas Samaritanas del Corazón de Jesús serían la nueva congregación religiosa en ocupar el cenobio, deshabitado desde la partida de los frailes de San Juan en 2012. Se trata de las monjas Carmelitas descalzas del Monasterio del Corazón de Jesús y San José de Valladolid que han solicitado a la Congregación para los Institutos de Vida Consagrada y las Sociedades de Vida Apostólica la supresión del actual monasterio “Sui Iuris” y la erección canónica de un nuevo Instituto Religioso de Vida Contemplativa que se denominaría Carmelitas Samaritanas del Corazón de Jesús. No obstante, el monasterio vuelve a quedar desocupado con la marcha de estas monjas en 2020.

## Entorno
Además del monasterio, que también atiende una pequeña hospedería que da alojamiento a los diversos peregrinos que realizan todos los años el Camino de Santiago, este enclave recibe multitud de visitas turísticas, para admirar sus dos iglesias: 
- Iglesia de San Salvador de Valdediós (conocida popularmente con el nombre de «El Conventín»).
- Iglesia de Santa María de Valdediós.